# Italochrysa simplex
Italochrysa simplex är en insektsart som först beskrevs av Banks 1920.  Italochrysa simplex ingår i släktet Italochrysa och familjen guldögonsländor. Inga underarter finns listade i Catalogue of Life.